# گمینا مندژخوو
گمینا مندژخوو (به لهستانی:  Gmina Mędrzechów) یک گمینا در لهستان است که در شهرستان دانبرووا واقع شده‌است. گمینا مندژخوو ۴۳٫۶۷ کیلومتر مربع مساحت و ۳٬۶۰۸ نفر جمعیت دارد.